# NGC 511
NGC 511 ist eine linsenförmige Galaxie vom Hubble-Typ S0 im Sternbild Fische auf der Ekliptik. Sie ist schätzungsweise 504 Millionen Lichtjahre von der Milchstraße entfernt und hat einen Durchmesser von etwa 160.000 Lichtjahren.
Im selben Himmelsareal befindet sich u. a. die Galaxie IC 112.
Das Objekt wurde am 26. Oktober 1876 vom französischen Astronomen Édouard Jean-Marie Stephan entdeckt.